# Elfenlied (Goethe)
Elfenlied ist der übliche Titel eines ursprünglich unbetitelten Gedichts von Johann Wolfgang v. Goethe über einen nächtlichen Elfentanz. Das Gedicht ist in seiner Korrespondenz mit der Frau v. Stein aus dem Jahr 1780 enthalten.

## Der Gedichttext
Um Mitternacht, wenn die Menschen erst schlafen,
Dann scheinet uns der Mond,
Dann leuchtet uns der Stern,
Wir wandeln und singen,
Und tanzen erst gern.

Um Mitternacht, wenn die Menschen erst schlafen,
Auf Wiesen an den Erlen
Wir suchen unsern Raum,
Und wandeln und singen

Und tanzen einen Traum.

## Aufbau und sprachliche Mittel
Das überschriftslose Gedicht besteht aus zwei Strophen zu jeweils fünf Zeilen, die von einem Pluralsubjekt (‘wir’) aus der Perspektive der Elfen eine Formation zum Tanz in sternklarer Mondnacht beschreiben. Die Strophen bestehen aus je einem langen Satz, der durch Enjambements gegliedert ist. Die gegenüber den folgenden Zeilen deutlich längeren Eingangszeilen beider Strophen sind identisch und enthalten eine Alliteration. Auch die vierten Zeilen gleichen sich. Eine weitere Alliteration findet sich im Schlusssatz. Die dritten und fünften Zeilen sind gereimt. 
Die Metrik ist unregelmäßig, es dominieren drei- und zweihebige Zeilen. Auch die Kadenzen sind unregelmäßig, beide Strophen enden jedoch, nach einem metrischen Spannungsbogen auf einer männlichen Kadenz. Metrik und Kadenz weisen Ähnlichkeiten mit Passagen aus Goethes bekannter Ballade Der Erlkönig auf, die zwei Jahre später entstand und in deren fünfter Strophe es über 'Erlkönigs Töchter' heißt "und wiegen und tanzen und singen dich ein".
Die Satzabschnitte des Elfenlieds sind einfach gebaut und bestehen oft nur aus Subjekt, Verb und Objekt. Das Zeitadverb ‘Dann’ und die Konjunktion ‘Und’ werden an den Zeilenanfängen wiederholt, was an folkloristische oder kindliche Sprache erinnert. Ungewöhnlich für moderne Lesende ist die Verwendung des Adverbs ‘erst’ in der Bedeutung ‘bereits’ oder ‘schon’. Der naiv anmutende Duktus führt am Ende indessen zu einer kühnen metaphorischen Konstruktion des getanzten oder tanzenden Traumes: Die Elfen des Goethegedichts sind 'Traumtänzer'. 

## Entstehung und Titel
Goethes Gedicht entstand 1780 in einem Brief an Charlotte von Stein ohne Titel, wurde aber mit dem Kommentar „Die Elfen sangen“ eingeleitet. Der Titel „Elfenlied“ (und Varianten) wurde zuerst nur in Ausgaben von Goethes gesammelten Gedichten verwendet, hat sich aber unter Goetheforschern- und -lesern als Titel durchgesetzt.
Das Gedicht, welches laut Brief vom 14. auf den 15. Oktober 1780 nach einem langen arbeitsintensiven Tag wie in Trance entstand, ist mit den folgenden Zeilen eingeleitet:
                                                                 Um Mitternacht vom Sonnabend 
auf den Sonntag.
Ihr Bote war wieder weg als ich Ihr Zettelgen erhielt. Wenn die Sonne wieder aufgegangen ist schick ich Ihnen meine Alte. Seit heut früh um sechs hab ich nicht Ruhe gehabt und noch nicht. Wenn man nur nicht zu schlafen brauchte und immer ein Interessantes dem andren folgte! Ich bin wie eine Kugel die rikochet aufschlägt.

Der Mond ist unendlich schön, Ich bin durch die neuen Wege gelaufen da sieht die Nacht himmlisch drein. Die Elfen sangen.
Wie aus dem Brief ebenfalls hervorgeht, basierte das Verfassen der Lyrik u. a. auf den Eindrücken eines vorangegangenen Nachtspaziergangs.

## Kontexte und interpretative Perspektiven
Goethes Elfengedicht wird häufig als ‘romantisch’ bezeichnet, denn es beschreibt Bilder eines Elfenreigens in mondheller Nacht. Die pluralische Gedichtstimme vermittelt in einfachen Worten den Eindruck der umgebenden Natur und der nachmitternächtlichen Nachtlandschaft. Wie in älteren volkstümlichen Überlieferungen und in der vorausgehenden Literatur über Elfen (z. B. bei Milton und Shakespeare) treffen sich die Elfen zum Singen und Tanzen unter freiem Himmel. Die Formation eines naturnahen Reigens der Elfen in pittoresker Landschaft weist auf einen Traum zauberhafter Geselligkeit. 
Das fantastische Bild der übernatürlichen Elfen-Wesen, die 'wandeln und singen' und ‘einen Traum tanzen’, mag auf der individuellen Ebene auch ein poetisch kondensierter Ausdruck von Goethes euphorischer Stimmung sein, die sich im Sommer und Herbst 1780 in einer Serie von Liebes- und Berichtsbriefen an die Frau v. Stein ausspricht. Zu dieser Zeit erreichte der Dichter zudem die höchsten Stufen seiner beruflichen Karriere in Weimar. Goethes hochgestimmte Briefsentenz “Wenn man nur nicht zu schlafen brauchte und immer ein Interessantes dem andren folgte!” bezeugt ein Gefühl des Überschwanges, das in den übermüdet-aufgedrehten Zeilen des Elfenlieds einen Niederschlag findet. Die Elfen, welche anders als die Menschen des Nachtschlafes nicht bedürfen, stehen für die Möglichkeit eines unermüdlichen Schaffens und Wandels, einer tänzerischen Leichtigkeit, welche durch die realen natürlichen Zeitzyklen nicht beeinträchtigt ist.

## Rezeption
Da die Gedichtstimme des Elfenlieds in der Ersten Person Plural spricht, haben Komponisten den Text sowohl für Solo- als auch für Chorstimmen bearbeitet.
Das Elfenlied wurde vielfach vertont, z. B. als „Elfenliedchen“ von Julius Kniese (für Solostimme und Klavierbegleitung, 1900), als „Elfensang“ von Erich J. Wolff (Singstimme und Klavierbegleitung, 1907), von Hermann Joseph Zilcher (Singstimme und Klavierbegleitung, 1923) und Alexander Zemlinsky (für Sopranstimme und Klavierbegleitung, 1934).
Auch die Komponisten Bohuslav Martinů (Singstimme und Klavierbegleitung, 1915) Robert Kahn (für dreistimmigen Chor, 1924) und sowie Karl Weigl (Frauenchor, 1906, 1933 publiziert) haben den Text als Vorlage musikalischer Vertonungen genutzt.
Ein humoristisches Gedicht Eduard Mörikes mit dem gleichlautenden, jedoch vom Autor selbst gewählten Titel Elfenlied wurde 1832 veröffentlicht und ebenfalls mehrfach vertont.